# Éditions de la Toison d'Or
Les Editions de la Toison d'or fut une maison d'édition à Bruxelles de 1941 à 1944.

## La société d'éditions
La société anonyme des Editions de la Toison d'Or, ayant son siège social à Bruxelles, Rue du Musée 10, fut créée le 25 mars 1941. Les propriétaires officiels étaient les époux Didier, mais, en fait, 135 des parts sur 150 appartenaient à la société slovaque Mundus, qui à son tour était inféodée au ministère nazi des affaires étrangères, dirigé par Joachim von Ribbentrop. La maison d’édition avait pendant la guerre une succursale à Paris au 18 boulevard des Invalides: il s’agissait d’un hôtel particulier appartenant à Mr. Kemp, administrateur de l’Hôpital Américain de Neuilly, qui était rentré aux États-Unis et avait prié Edouard Didier de l’occuper afin d'éviter une réquisition allemande.

## Edouard Didier
Louis Eugène Edouard Didier (Liège 8 février 1895 - Paris 1978) était administrateur-directeur de la maison d'éditions de la Toison d'Or.
Il a été décrit comme suit:
- Léon Degrelle: Un excellent homme, poli, inoffensif et dépensier, qui servait l'Europe en gestation en promenant ses chiens  dans l'Avenue Louise[1].
- Léo Moulin: Une espèce de grand lévrier, très distingué[2].
- Paul Willems: Elégant et mondain, ni bête, ni intelligent. Je ne crois pas qu'il ait eu des idées politiques précises[2].

## Lucienne Didier
Lucienne Didier, née Lucienne Bauwens (Bruxelles 16 juin 1912-1985), épouse d'Edouard, avait des talents en tant que sculpteur. Elle était la plus remarquable et la plus entreprenante du couple. Plusieurs auteurs l'on décrite:
- Charles d'Ydewalle: Grande, immense, d’un blond incandescent, belle comme une aurore[3].
- Jo Gérard: Elle ressemblait à Greta Garbo: le genre frigo fatal[3].
- Léon Degrelle: Chez la belle Egérie qui ouvrait ses salons à ces débats, l'Europe Nouvelle m'apparut sous un jour inattendu et extrêmement plaisant. Au centre d'un boudoir aux couleurs sourdes, la jeune et ravissante inspiratrice  de ces échanges de vues était étendue sur une somptueuse peau de lion. Ève sous une fragile robe de fleurs[1].
- Léon Degrelle encore: Égérie très proche du national-socialisme allemand [4].

## Activités
En 1921 Didier devint propriétaire de l'imprimerie familiale Le Façonnage du Papier.
En 1932 il fonda le mouvement Jeune Europe. Gagné aux idées d'Aristide Briant en faveur d'une Europe fédérale et pacifique, il voulait créer un forum où les intellectuels pourraient échanger leurs idées. Le mouvement obtint le parrainage de Paul Valéry, Henry de Jouvenel, Stefan Zweig, comte Eugène de Grunne, père Georges Rutten, Jules Destrée, Henri De Man.  De 1934 à 1936 Didier organisa des camps-colloques de jeunesse en Norvège, Belgique, France et Bavière. Dès cette époque il se lia d'amitié avec Otto Abetz. Du côté allemand, les seuls participants étaient des jeunes nazis, seuls ayant le privilège de voyager à l'étranger. En juillet 1936 Didier mit fin à ces activités.

## Le salon
Au cours des années 1930 le couple Didier tint salon au 37 Avenue de l’Hippodrome à Bruxelles, où se rencontraient des hommes politiques belges de tous bords, comme les socialistes Henri De Man, Paul-Henri Spaak, Pierre Vermeylen et Léo Moulin, les démocrates-chrétiens Henry Bauchau, Albert Lohest et Raymond De Becker, l'ancien député communiste converti au catholicisme War Van Overstraeten, les rexistes Léon Degrelle, Pierre Daye et José Streel, le Flamand Joris Van Severen, des hommes de lettres belges et français tels que Louis Carette (le futur Félicien Marceau, Robert Poulet, Robert Brasillach, Alfred Fabre-Luce, Henry de Montherlant, Emmanuel d'Astier de la Vigerie, Paul de Man, mais aussi des personnages allemands, comme Otto Abetz ou le diplomate Max Liebe.
Les activités et fréquentations des Didier n'échappèrent pas à l'œil vigilant de la Sûreté de l'État, et eurent pour conséquence que le 10 mai 1940 ils furent arrêtés comme étant suspects 'd'intelligence avec l'ennemi', expédiés en France et avec nombre d'autres suspectés d'appartenir à la Cinquième Colonne incarcérés comme otages. Leur amitié avec Otto Abetz, nommé ambassadeur en France, eut rapidement raison de cet emprisonnement.
Lors de leur retour à Bruxelles, Lucienne Didier continua à tenir salon, dans une atmosphère désormais plutôt collaborationiste. Elle organisa également des rencontres au Boulevard des Invalides à Paris, ou se retrouvaient Otto Abetz, Ernst Jünger ou Emmanuel d'Astier. Ce dernier, entré dans la clandestinité en 1942, se cacha quelque temps dans la maison parisienne des Didier. Devenu un de chefs de la Résistance, il les protégea en 1944 et, ministre de l'Intérieur après la Libération, les fit libérer.

## La Toison d'Or
Si la signature des contrats revenait à Edouard Didier, la gestion journalière de la maison d'éditions était entre les mains de Raymond De Becker, par ailleurs journaliste et bientôt rédacteur en chef au Soir.
Entre 1941 et septembre 1944, la Toison d’Or publia 100 titres, en majorité des œuvres de fiction plus quelques essais historiques ou politiques chronologiquement répartis comme suit: 6 ouvrages en 1941, 23 en 1942, 35 en 1943, 36 en 1944 (74 en français, 15 en allemand et 6 en néerlandais).
Début août 1944 les époux Didier se réfugièrent dans leur seconde résidence au Grand-Bornand en Savoie, d’où ils tentèrent, en compagnie de leur locataire Henri De Man, de gagner la Suisse. C'est à cette époque que, arrêtés par les F.F.I., d'Astier, devenu ministre de l'Intérieur, ordonna de les libérer.
En 1946, la Sûreté nationale française ayant procédé à une enquête concernant les activités de la Toison d'Or, remit à Didier une attestation selon laquelle après examen approfondi, aucune charge n’avait été retenue à son encontre.
Il n'en alla pas de même en Belgique. Le 29 novembre 1945 Edouard Didier fut condamné à mort par contumace. Une demande d'extradition des autorités belges ne fut pas suivie d'effet et Didier vécut paisiblement à Paris jusqu'à sa mort.

## Avec Robert Denoël
Au cours des années 1943 et 1944, Robert Denoël, Liégeois d'origine, tout comme Edouard Didier, et la Toison d'Or passèrent sept contrats de co-édition pour les ouvrages suivants:
- René Barjavel, Ravage
- René Barjavel, Le Voyageur imprudent
- Louis-Ferdinand Céline, Guignol’s Band
- Lucienne Favre, Mourad
- Lanza del Vasto, Le Pèlerinage aux sources
- Jean Proal, Où souffle la lombarde
- Paul Vialar, La Grande meute